# Виридарские
Виридарские (пол. Wirydarski) — дворянский род.
Потомство Григория Виридарского, сотника Бобровицкого (1690). Определением Правительствующего Сената от 11 декабря 1862 года, утверждено постановление Черниговского дворянского депутатского собрания от 21.10.1860, о внесении в первую часть дворянской родословной книги нижеследующих лиц рода Виридарских: отставного сотника Малороссийского Нежинского полка Ивана Игнатьева, сына его священника Адриана и внука его священника Луки с детьми последнего, сыновьями: Александром, Василием и дочерьми Елизаветой, Марией и Ольгой, по владению названными лицами населенным имением с крестьянами в Глуховском уезде, согласно ревизиям 1764, 1782, 1795 и 1811 гг.

## Описание герба
В лазоревом щите русский воин XV века в серебряных латах и одеянии, держит в правой руке золотой меч, а в левой — зелёную пальмовую ветвь.
Щит увенчан дворянским коронованным шлемом. Нашлемник: возникающий русский воин XV века в серебряных латах и одеянии держит в правой руке золотой меч, а в левой — зелёную пальмовую ветвь. Намёт: лазоревый с серебром. Девиз: «ТРУДОМ И НЕУСЫПНОСТЬЮ» серебряными буквами на лазоревой ленте. Герб Виридарского внесён в Часть 13 Общего гербовника дворянских родов Всероссийской империи, стр. 45.